# Gongylolepis
Gongylolepis, biljni rod iz porodice glavočika, dio tribusa Stifftieae. Postoji desetak vrsta u tropskoj Južnoj Americi.

## Vrste
1. Gongylolepis benthamiana Schomb.
2. Gongylolepis bracteata Maguire
3. Gongylolepis colombiana Cuatrec.
4. Gongylolepis cortesii (S.Díaz) Pruski & S.Díaz
5. Gongylolepis erioclada S.F.Blake
6. Gongylolepis fruticosa Maguire, Steyerm. & Wurdack
7. Gongylolepis glaberrima S.F.Blake
8. Gongylolepis huachamacari Maguire
9. Gongylolepis jauaensis (Aristeg., Maguire & Steyerm.) V.M.Badillo
10. Gongylolepis martiana (Baker) Steyerm. & Cuatrec.
11. Gongylolepis oblanceolata Pruski
12. Gongylolepis paniculata Maguire & K.D.Phelps
13. Gongylolepis paruana Maguire
14. Gongylolepis pedunculata Maguire
15. Gongylolepis yapacana Maguire